# William Bill Connor
William „Bill“ Connor (* 31. Mai 1959 in Joliet, Will County, Illinois) ist ein US-amerikanischer Schauspieler, Stuntman, Filmproduzent und Krankenpfleger.

## Leben
Connor ist der Sohn von Suzanne Phyllis Melander, einer Buchhalterin, und William Thomas Connor, einem Gerichtsbeamten. Er wuchs in Crest Hill auf. Connor besuchte ab 1973 die Alhambra High in Phoenix, Arizona. Nach seinem Abschluss arbeitete er in verschiedenen Berufen und diente drei Jahre lang in der United States Air Force. Danach machte er eine Lehre zum Krankenpfleger und arbeitete seit Juni 1994 bis heute in verschiedenen Bereichen der Krankenpflege. Dabei entdeckte er, dass er sich nicht nur gerne um bedürftige Menschen kümmert, sondern sie auch gerne unterhielt. Aufgrund dieser Einflüsse entschied er sich dazu, eine Schauspielkarriere einzuschlagen mit der Absicht, ein Gleichgewicht in seiner täglichen Arbeit zu finden.
Nach Stationen am Ted Brunetti Studio und den Matlin Studios, lernte er von 2008 bis 2009 und dann wieder von 2011 bis 2014 am The Studio for Actors. Seit 2014 steht er bei der Deborah Maddox Agency unter Vertrag. Sein Filmdebüt machte er 2009 im Kurzfilm Deviation, der am 1. Januar 2009 auf dem Phoenix Film Festival uraufgeführt wurde. In den nächsten Jahren folgten kleinere und größere Besetzungen in Kurzfilmen und B-Movies wie Isis & Osiris – Die Armee der Finsternis, Atomic Shark, Dead Men – Das Gold der Apachen oder The Dark Side of Opulent.

## Filmografie (Auswahl)

### Schauspiel
- 2009: Deviation (Kurzfilm)
- 2009: Life in Transit
- 2009: Edna (Kurzfilm)
- 2009: Conscience Divided (Kurzfilm)
- 2010: Masterpiece (Kurzfilm)
- 2010: No Witnesses (Kurzfilm)
- 2010: Vx2 (Kurzfilm)
- 2012: Middle of Nowhere
- 2012: Random Doors
- 2012: The Polterguys
- 2012: Addict (Kurzfilm)
- 2013: Isis & Osiris – Die Armee der Finsternis (Isis Rising: Curse of the Lady Mummy)
- 2013: Dead in 5 Heartbeats
- 2013: .357
- 2013: New World Order: The End Has Come
- 2013: Cathedral Canyon
- 2013: Finding Neighbors
- 2013: Deflated (Kurzfilm)
- 2013: Blood Ink: The Tavalou Tales
- 2014: Inside the Hunt for the Boston Bombers
- 2014: The Coldest Kiss
- 2014: Grown Women (Fernsehserie, Episode 1x02)
- 2015: Tess (Kurzfilm)
- 2015: Run for Your Life
- 2015: Valley of the Sun (Kurzfilm)
- 2015: Krampus: The Reckoning
- 2016: Atomic Shark
- 2016: The Encounter (Fernsehserie, Episode 1x01)
- 2016: Love Clinic (Kurzfilm)
- 2016: Krampus Unleashed
- 2016: Sacramentum (Kurzfilm)
- 2017: Breakdown Lane
- 2017: Genesis: Fall of the Crime Empire
- 2017: Stasis
- 2018: Dead Men – Das Gold der Apachen (Dead Men)
- 2018: The October Flowers
- 2018: Destination (Kurzfilm)
- 2018: Suicide Squad Vs the Junkyard Witch (Kurzfilm)
- 2018: The Fencestitute (Kurzfilm)
- 2018: Crusader (Kurzfilm)
- 2018: The System
- 2019: Eminence Hill
- 2020: The Sweetheart Deal
- 2020: Muse Over (Kurzfilm)
- 2020: Battlefield 2025
- 2020: Attack of the Unknown
- 2021: Cult Cartel
- 2021: Stringer
- 2022: Succumb to Me (Kurzfilm)
- 2022: Alibi
- 2022: Numbers
- 2022: Little Ones (Kurzfilm)
- 2022: Demons at Dawn
- 2022: Bridge of the Doomed
- 2022: Tommyknockers
- 2023: Some Nudity Required
- 2023: Supernatural Assassins
- 2023: Bloodthirst

### Stunts
- 2013: .357
- 2013: Cathedral Canyon
- 2013: Deflated (Kurzfilm)
- 2015: Tess (Kurzfilm)
- 2018: Dead Men – Das Gold der Apachen (Dead Men)
- 2018: Crusader (Kurzfilm)
- 2019: Eminence Hill
- 2020: Attack of the Unknown
- 2021: Cult Cartel
- 2022: Bridge of the Doomed

### Produktion
- 2013: Blood Ink: The Tavalou Tales
- 2019: Eminence Hill
- 2020: Muse Over (Kurzfilm)
- 2020: Attack of the Unknown
- 2022: Numbers
- 2022: Demons at Dawn
- 2022: Bridge of the Doomed
- 2022: Tommyknockers
- 2023: Late Checkout
- 2023: Supernatural Assassins
- 2023: Bloodthirst
- 2023: The Haunted Studio